# Václav Vacek
Václav Vacek (ur. 11 września 1877 w Libochovicach, zm. 18 stycznia 1960 w Pradze) – czeski prawnik, dziennikarz i polityk komunistyczny, burmistrz Pragi w 1945 oraz w latach 1946–1954. 

## Życiorys
Był szóstym dzieckiem burmistrza Libochovic. Od 1889 uczęszczał do niemieckiego gimnazjum przy ulicy Štěpánská w Pradze, a później przeniósł się do czeskiego gimnazjum na Vinohradach, mimo przedwczesnej śmierci ojca i trudnej sytuacji finansowej otrzymał dobre wykształcenie, posługiwał się m.in. językami niemieckim, angielskim, francuskim, łacińskim, włoskim oraz językami słowiańskimi. W 1902 ukończył studia na Wydziale Prawa Uniwersytetu Karola i rozpoczął praktykę prawniczą.
Następnie porzucił pracę jako prawnik, dołączył do Czeskiej Partii Socjaldemokratycznej i został dziennikarzem w wydawanej przez partię prasie. W latach 1907–1911 pracował w Wiedniu jako korespondent gazet „Rovnost” i „Nová doba”, był także sekretarzem klubu socjaldemokratów w Radzie Państwa. Od 1912 był redaktorem naczelnym czasopisma „Práva lidu”.
Od 1918 był sekretarzem w formującym się czechosłowackim parlamencie, a następnie pracował jako sekretarz ministra sprawiedliwości Františka Soukupa. W 1921 dołączył do KSČ i został redaktorem dziennika „Rudé právo”. W 1923 został wybrany do praskiej rady miejskiej, której radnym był do 1938. W wyborach parlamentarnych w 1935 uzyskał mandat senatora. 
15 marca 1939 został prewencyjnie aresztowany przez Gestapo, lecz wkrótce potem został zwolniony. Na początku 1942 został ponownie aresztowany i spędził kilka miesięcy w więzieniu Pankrác. Od 1942 był na emeryturze i mieszkał w praskiej dzielnicy Lhotka, nawiązał również współpracę z czechosłowackim ruchem oporu. Po wybuchu powstania praskiego został mianowany nowym burmistrzem Pragi. 
9 maja 1945 przywitał w mieście oddziały Armii Czerwonej, a 16 maja na Rynku Staromiejskim uroczyście przywitał prezydenta Edvarda Beneša. Nadał również Iwanowi Koniewowi honorowe obywatelstwo miasta. W sierpniu 1945 na stanowisku burmistrza zastąpił go Petr Zenkl. 
W lipcu 1946 ponownie objął stanowisko burmistrza i na ramionach praskich robotników został wniesiony do ratusza staromiejskiego. Vacek regularnie brał udział w akcjach sprzątania oraz odbudowy miasta. W 1948 poparł praski zamach stanu. Jego pozycja zaczęła jednak podupadać i pracami magistratu faktycznie kierował jego zastępca Josef Krosnář. W 1954 przeszedł na emeryturę.

## Odznaczenia
Otrzymał wiele odznaczeń wojennych oraz dwukrotnie Order Republiki.

## Upamiętnienie
Jego imieniem nazwano m.in. ulicę w Pradze, stację praskiego metra i stadion Slavii Praga. W filmie Oswobodzenie Pragi zagrał go Vladimír Smeral.